# Mästerdetektiven Droopy
Droopy, en mästerlig detektiv (originaltitel Droopy, Master Detective) är en amerikansk animerad TV-serie från 1993 som producerades av Hanna-Barbera Productions i samarbete med Turner Entertainment.
Programmet är en spin-off från The Tom & Jerry Kids Show.

## Svenska röster
- Gunnar Ernblad – Droopy och parkvakten
- Hans Jonsson – Dripple och Knäppiga "Knäppe" Kurre (Screwball "Screwy" Squirrel)
- Tommy Nilsson – Herr McVarg (Mr. McWolf) och parkvaktens hund
- Andreas Nilsson – div. biroller
- Annica Smedius – div. biroller
- Hans Wahlgren – div. biroller